# Hudcovce
Hudcovce (em húngaro: Hegedűsfalva) é um município da Eslováquia, situado no distrito de Humenné, na região de Prešov. Tem 5,86 km² de área e sua população em 2018 foi estimada em 408 habitantes.

## Demografia
| Ano:        | 1994 | 2004   | 2014   | 2024    |
| ----------- | ---- | ------ | ------ | ------- |
| Broj ljudi: | 407  | 422    | 418    | 376     |
| Razlika:    |      | +3,68% | -0,94% | -10,04% |

| Ano:               | 2023 | 2024   |
| ------------------ | ---- | ------ |
| Número de pessoas: | 380  | 376    |
| Diferença:         |      | -1,05% |